# 김병국 (1959년)
김병국(金炳局, 1959년 ~ , 서울)은 이명박 정부의 초대 외교·안보담당 수석비서관을 지낸 대한민국의 정치인이자 교육자이다. 종교는 불교다. 일제강점기때 경성방직 사장, 한민당 수석총무, 동아일보 사장이자 대한민국 제2대 부통령을 지내고 친일계로 변절했던 인촌 김성수의 손자이자 김상기의 아들이다. 동아일보 사주를 역임한 김상만과 김병관은 그의 백부, 사촌 형이며, 삼양사의 창업주 김연수는 그의 재종조부였다. 본관은 울산이다.

## 생애
1990년 고려대학교 정치외교학과 교수가 되었다.
1994년 대통령 자문기관인 21세기 위원회에서 활동하며, 문민정부의 외교, 안보 정책수립에 일조하기도 했다.
2002년에는 동아시아 지역의 외교안보 문제를 연구하는 싱크탱크 동아시아연구원(EAI)를 창립에 참여하고 연구원의 초대 원장을 역임하였다.
이명박이 대통령에 당선된 뒤 《67년이 5년을 결정한다》라는 책을 발표하여 당시 신 정부 인수위에 성공적인 정부 출범에 대한 훈수를 두기도 했다. 그 외에도 《한국인의 정체성》, 《한미 FTA 설문 조사》, 《기업의 사회적 책임 국제여론조사》, 《2020 중국 리스크》 등에 관한 보고서를 발표하 기도 했다.

## 기타
학내에서도 원칙, 예의 등을 중시하며 학생들을 엄하게 다스렸다고 한다.
'미국통'으로 미국 내 한국 전문가로도 통했다. 학자들은 물론 미국 정부 고위 인사들과도 친분이 두터워 '한미 동맹 복원'이라는 이명박 당시 대통령의 철학에 부합하는 적임자였다는 평가가 있다. 그것이 이명박 대통령과는 별다른 인연이 없는데도 전격 발탁된 이유였다.
그는 노무현 정부를 냉전적이라고 비판하기도 했다. 참여정부의 동북아균형자론과 지역공동체론을 실패로 규정한 그는 "자주를 노래한 노무현 정부의 구한말식 사고나 냉전적인 사고로는 새로운 시대를 열 수 없다"며 "21세기 복잡변화 시대에 맞는 '햇볕 이후'의 새로운 대북외교정책이 필요하다"고 주장했다.

## 같이 보기
- 김성수
- 이명박 정부
- 이명박
- 선우휘
- 이회창
- 김병기
- 이상돈
- 전원책